# .no
.no ist die länderspezifische Top-Level-Domain (ccTLD) des skandinavischen Staates Norwegen. Sie existiert seit dem 17. März 1987 und wird vom Unternehmen UNINETT Norid AS verwaltet, das auch für die ungenutzten ccTLDs .bv (norwegisches Biland Bouvetinsel) und .sj (norwegisch verwaltetes Spitzbergen und norwegisches Gebiet Jan Mayen) zuständig ist.

## Vergabekriterien
Die Registrierung einer .no-Domain ist ausschließlich natürlichen und juristischen Personen mit Wohnsitz bzw. einer Niederlassung in Norwegen vorbehalten. Sie gehört damit zu den sogenannten restricted Top-Level-Domains und ist dadurch im Vergleich zu anderen Domains international vergleichsweise wenig verbreitet.
Insgesamt darf eine .no-Domain zwischen zwei und 63 Zeichen lang sein, wobei die Verwendung von Sonderzeichen unterstützt wird. So können zum Beispiel die Buchstaben Ø und Æ (nur in Kleinschreibung) problemlos bei der Anmeldung einer Adresse genutzt werden. Die Konnektierung einer .no-Domain läuft vollständig automatisiert ab und wird in der Regel innerhalb von 24 Stunden vollständig abgeschlossen, selbst bei ausländischen Registraren.
Der Wechsel des Inhabers ist grundsätzlich möglich. Technisch gesehen wird dabei aber die betroffene Domain gelöscht und neu registriert, wodurch erneut Gebühren in voller Höhe für die Adresse anfallen und erhöhte Gefahr besteht, die Domain während der Umstellung zu verlieren.

## Vergabestelle
Die strengen Kriterien haben mehrfach dafür gesorgt, dass es zum Streit zwischen Norid und Anbietern von Third-Level-Domains gekommen ist. So wollte die Vergabestelle zum Beispiel verhindern, dass .co.no-Domains für jedermann weltweit zu bestellen sind und hat die Registrierung von .priv.no-Adressen nach Übernahme der Verwaltung eingestellt. Außerdem ist Norid dafür bekannt, die Adressen aufgelöster Unternehmen konsequent aus seiner Datenbank zu löschen und wieder neuen Interessenten zur Verfügung zu stellen.
Auch vor der Verwendung von .co.no-Domains wurde gewarnt. Diese werden seit 2010 vom Unternehmen CoDNS B.V. mit Sitz in Amsterdam angeboten, die in keiner Verbindung zur Norid steht, sondern dem Domain-Registrar EuroDNS zugerechnet wird. Bislang wurde die Vergabe entsprechender .co.no-Domains aber nicht unterbunden.